# Cropide
Cropide o Cropia (in greco antico: Κρωπίδαι o Κρωπία?, Kropídai o Kropía) era un demo dell'Attica, tra il passo di Dafni ed Acarne, ad ovest dell'odierna Ano Liosia. 
Nel XIX secolo venne scoperto un villaggio, sulle pendici del monte Imetto, identificato con Cropide; tuttavia, dal momento che le fonti riportano chiaramente che lo spartano Archidamo II, durante la guerra del Peloponneso, marciò con le sue truppe attraverso Cropide per raggiungere Acarne, l'identificazione ottocentesca è da ritenersi errata: il demo si trovava vicino a Pelece ed Eupiride, in quanto formava con questi due demi un'associazione religiosa.
Probabilmente Cropide era il nome del demo e Cropia quello del suo maggiore centro abitato: nel periodo tardo della storia greca viene fatta confusione tra questi nomi e la zona veniva chiamata Cecropia, denominazione dell'Attica nel suo insieme. Anche Aristofane confonde il nome, affermando che la mente di Paflagone è a "Clopide", nome derivato dalla radice di "rubare" (in greco antico: κλέπτω?, klépto), trasformando questo verbo in un apparente toponimo. Tuttavia esistono testimonianze di una località chiamata Clopide alla fine del IV secolo a.C., del III secolo a.C. e del I secolo d.C.; questa località si trovava nei pressi di Afidna.